# Drew Pinsky
David Drew Pinsky (Pasadena, 4 de setembro de 1958) é uma personalidade norte-americana do rádio e da televisão. É médico especialista em tratamento contra drogas.